# Hi Scores
Hi Scores è il secondo EP realizzato dal gruppo musicale scozzese Boards of Canada. 
Pubblicato inizialmente su vinile nel 1996, è stato in seguito ristampato nel 1998, 2002, 2005 e infine 2014. L'edizione del 2014 presenta le tracce in versione rimasterizzata.

## Il disco
Pubblicato per l'etichetta Skam, l'album include la traccia Turquoise Hexagon Sun, in seguito riproposta nell'album Music Has the Right to Children

## Tracce
1. Hi Scores – 4:57
2. Turquoise Hexagon Sun – 5:09
3. Nlogax – 6:54
4. June 9th – 5:18
5. Seeya Later – 4:12
6. Everything You Do Is a Balloon – 7:04

Durata totale: 33:34